# Bertrandon de la Broquière
Bertrandon de La Bro(c)quière (ca. 1400 – Rijsel, 9 mei 1459) was de écuyer tranchant (schildknaap) en raadsheer van de Bourgondische hertog Filips de Goede. In 1432 werd hij als spion uitgestuurd door Filips de Goede naar Jeruzalem en het Ottomaanse Rijk om een militair spionageverslag op te maken als voorbereiding op een kruistocht, die er nooit kwam. Hij begon zijn reis in Gent en zeilde over zee naar Egypte, waar hij zich vermomde als pelgrim naar Jeruzalem. Op de terugweg naar Bourgondië reisde hij over land doorheen het Ottomaanse grondgebied in Anatolië en de Balkan. Na zijn terugkeer in Gent schreef La Broquière zijn spionageverslag op in de vorm van een reisverslag,  Le Voyage d'Oultremer of de Overzeese Reizen.

## Leven
Bertrandon was in de late 14e of begin de 15e eeuw in het hertogdom Aquitanië geboren. Over zijn leven vóór 1418 is niets bekend. Hij duikt in 1418 voor het eerst op in de archieven als hofdienaar van de graaf van Navailles. In deze hoedanigheid ontmoette hij de Bourgondische hertog Jan zonder Vrees en ging in diens hofhouding over. Na de moordaanslag in 1419 op Jan zonder Vrees, behield de nieuwe hertog, Filips de Goede, hem aan zijn hof en benoemde hem in 1421 als zijn écuyer tranchant of schildknaap. Van 1429 tot zijn dood in 1459 leverde Bertrandon zijn diensten als de "eerste schildknaap": hij sneed onder ander het het vlees aan de tafel van de hertog aan, waaruit bleek dat het een vertrouwelijke functie was die heel dicht bij de hertog stond. Hij genoot het vertrouwen van de hertog en werd belast met een reeks belangrijke missies. In 1423 werd hij naar zijn geboortestreek gestuurd voor een diplomatieke missie naar graaf Jan I van Foix-Grailly, de broer van zijn oude meester, en naar koning Karel III van Navarra. In 1431 ging Bertrandon dan voor een geheime missie naar Brussel in opdracht van de hertog. Het jaar daarop, in 1432 vertrok hij alweer op een geheime missie naar de 'overzeese' gebieden aan de Middellandse Zee, naar het Ottomaanse Rijk, om er een militaire spionageverslag op te maken. Na zijn terugkeer in juli 1433 hernam hij zijn functies in het bestuur en in het Bourgondische leger. In 1442 trouwde de Bourgondische hertog hem met Catherine de Bernueilles, een van de rijkste erfgenamen van Artois. Hij werd in 1444 aangesteld als kapitein van het kasteel van Rupelmonde in Oost-Vlaanderen en van de Vlaamse havenstad Nieuwpoort. In 1452 nam Bertrandon deel aan de slag bij Gavere tegen de rebellerende Gentenaars. Maar tijdens die slag bracht hij door een impulsieve actie het leven van de hertog in gevaar, wat hem in diskrediet bracht. Zijn naam verdween vervolgens vanaf 1455 uit de Bourgondische rekeningen.

## De Kruistochtplannen van de Bourgondische hertogen

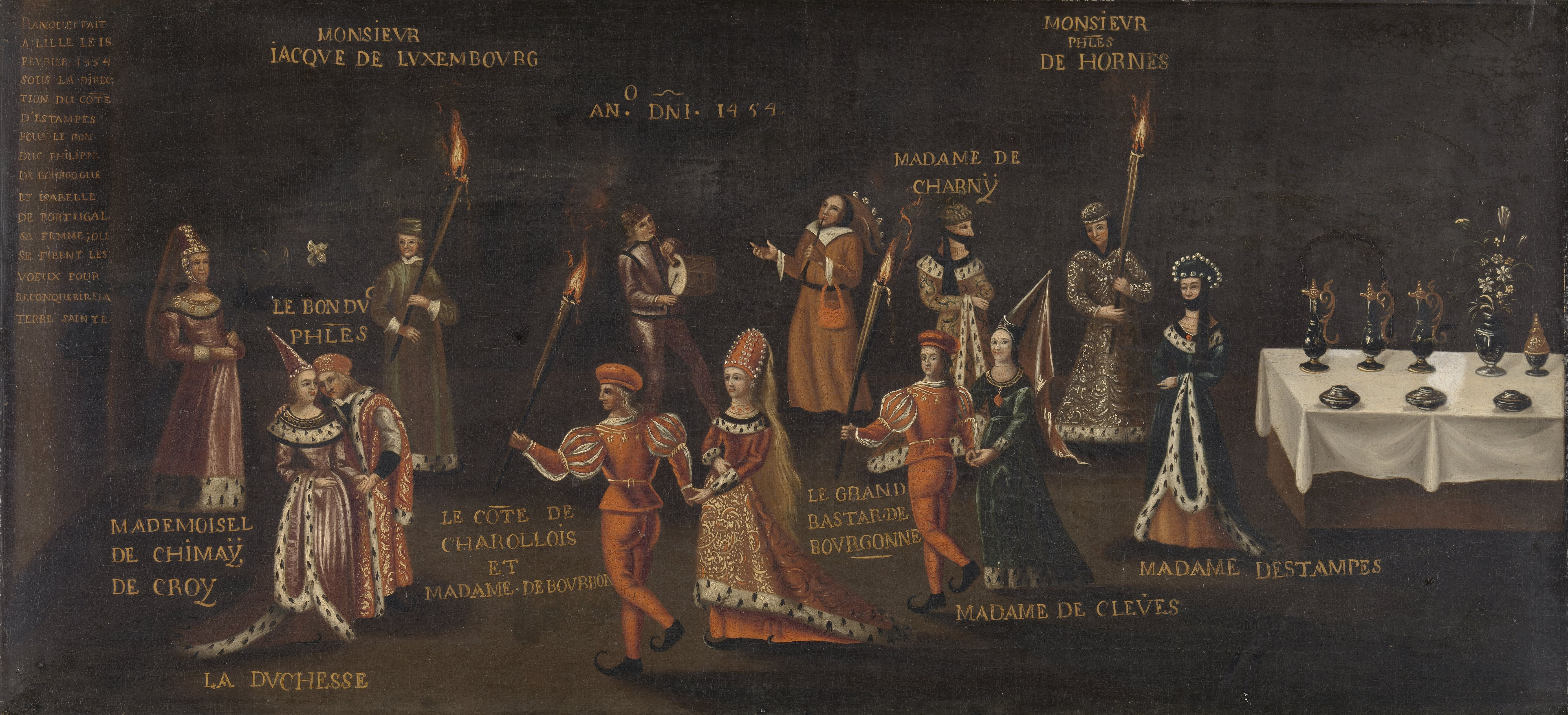
Banket van de Fazant, in 1454 aan het Bourgondische hof in Rijsel van Filips de Goede

De Valois hertogen van Bourgondië (1363-1477), in het bijzonder Filips de Stoute (1363-1404) en zijn kleinzoon Filips de Goede (1419-1467), hadden steeds met het idee van een kruistocht gespeeld teneinde een koninklijke titel van de paus te verkrijgen en hun invloed in de Europese politiek te vergroten. Filips de Stoute nam deel aan de eerste anti-Ottomaanse kruistocht, die eindigde in de totale nederlaag tegen het Ottomaanse leger in de slag bij Nicopolis in 1396, waarin zijn zoon Jan zonder Vrees, de toekomstige hertog, gevangen werd genomen door Sultan Bayezid I.
De droom van een Engels-Franse kruistocht werd nieuw leven ingeblazen door koning Hendrik V, na het Verdrag van Troyes en zijn huwelijk met Catherine van Frankrijk in 1420. Zijn nieuwe bondgenoot hierbij werd de Bourgondische hertog, Filips de Goede. De twee mannen zonden in 1421 de Bourgondische hoveling, Ghillebert van Lannoy, naar het Ottomaanse rijk en naar de mammelukken in Egypte om een spionageverslag op te maken. Maar door de Ottomaanse opvolgingsstrijd die er in die periode woedde, heeft de Lannoy de Ottomaanse territoria niet kunnen bezoeken. Tien jaar later gaf de Bourgondische hertog dezelfde opdracht aan zijn schildknaap, Bertrandon de La Broquière.

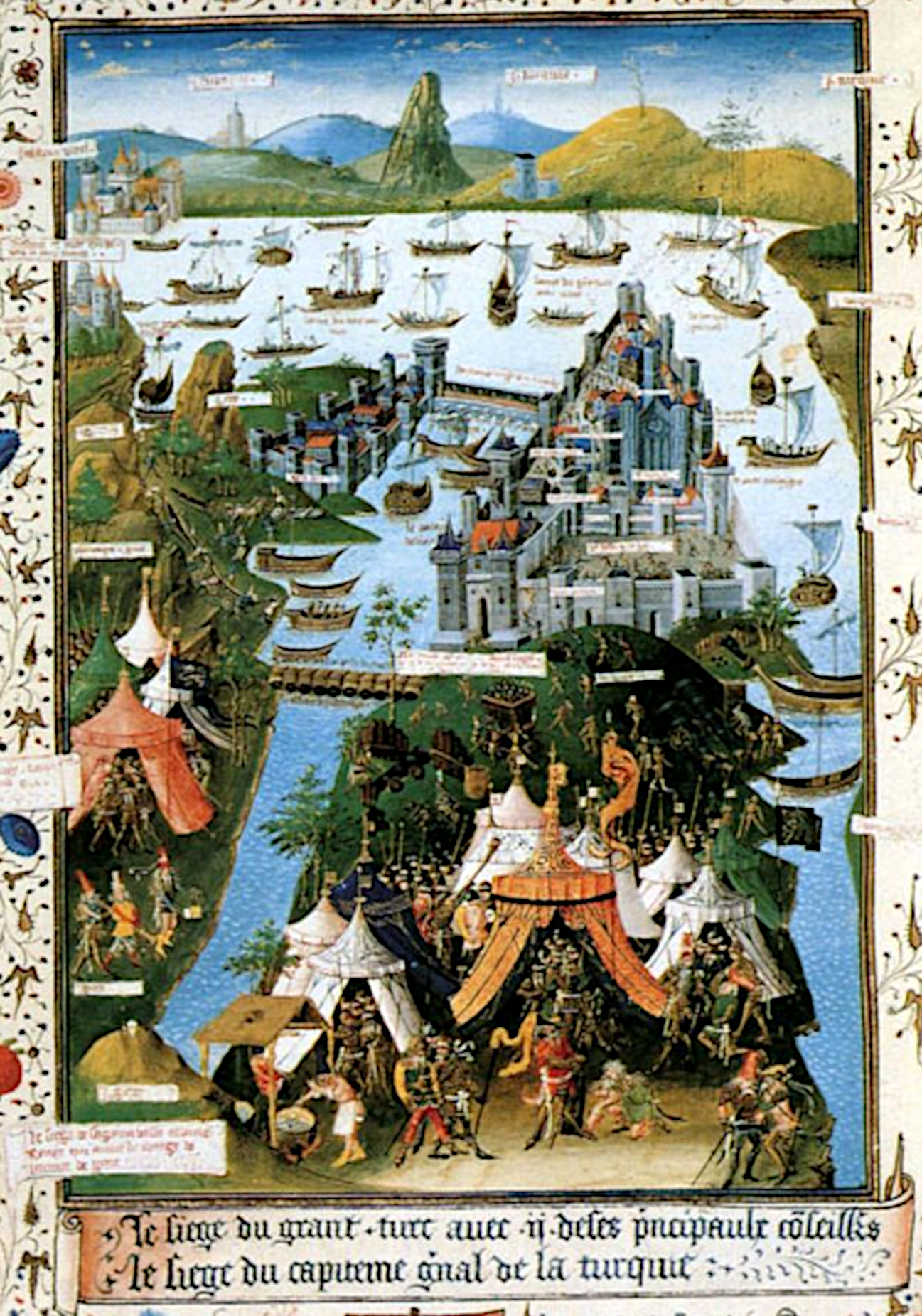
De 'Val van Constantinopel' in 1453, uit de manuscript van Bertrandon's Overzeese Reizen (Bibliothèque nationale de France MS fr. 9087 (f. 207v), opgemaakt in Rijsel (Lille) in 1455)

Filips de Goede portretteerde zichzelf als de athleta Christi en de kruistochtideologie was het belangrijkste onderdeel van de ridderlijke cultuur aan zijn hof. Het diende als een 'symbolisch kapitaal' om een onafhankelijke positie van Frankrijk te rechtvaardigen. Filips de Goede regeerde in feite als een vazal van de koning van Frankrijk en van het Heilige Roomse Rijk. Een succesvolle deelname aan een kruistocht zou zijn prestige doen toenemen en de mogelijkheid opleveren dat hij door de paus als een koning zou worden erkend.
Het Bourgondische hof groeide uit tot het centrum van de ideologische productie van kruistochtideeën, die een integraal onderdeel werd van de Bourgondische staatsideologie. Toen Filips de Goede hertog werd, schreven de kroniekschrijvers dat hij 'zwoer om wraak te nemen op de gevangenschap van zijn vader (Jan zonder Vrees)', wat duidelijk hoog op zijn politieke agenda stond. Na de verovering van Istanboel door sultan Mehmed II in 1453, organiseerde Filips de Goede aan zijn hof in 1454 een grootse spektakelfeest, de zogenaamde 'Banket van de Fazant', waarbij de Bourgondische hertog en de adel een eed op de fazant aflegden om een kruistocht tegen de Osmanen te ondernemen en Istanbul te gaan ontzetten. Dit vormde het historische en politieke achterplan van Bertrandon de La Broquières opdracht en zijn Overzeese Reizen naar het Ottomaanse Rijk.

## De Overzeese Reizen ofLe Voyage d'Outremer
Zijn reis voltrok gedurende anderhalve jaar en begon in Gent.

### Van Gent naar Venetië
Bertrandon de La Broquière vertrok vanuit Gent in 1432. Hij volgde de route via de Champagnestreek en Bourgogne richting Italië. Hij ging eerst naar Rome, waar hij door paus Eugenius IV werd ontvangen. Daar voegde hij zich bij een groep Bourgondische pelgrims, leden van het hof die onder de leiding stonden van André van Toulongeon die ook een opdracht van de paus had gekregen om de Franciscanen in het Heilig Land financiële steun te gaan verlenen. Op 25 maart verliet hij Rome en ging naar Venetië, waar hij op 8 mei inscheepte op een galei richting Jaffa, samen met de Bourgondische pelgrims. Dit deel van zijn reis wordt grotendeels verzwegen in zijn memoires; hij gaf slechts korte beschrijvingen van de Italiaanse steden onderweg naar Venetië.

### In Egypte en Syrië
Op 17 juni kwamen zij aan in Jaffa, waar ze aan de ambtenaars van de Mamluk sultan van Egypte een pelgrimsbelasting betaalden. De Bourgondiërs begonnen dan aan hun pelgrimstocht volgens de klassieke route naar Jeruzalem, Bethlehem en Jordanië.
Na het korte verblijf in Jeruzalem wilden zij hun reis vervolgen naar het Sint-Catharinaklooster op de Sinaïberg en daarna naar Alexandrië. Sommigen onder hen werden ziek in Gaza en moesten terugkeren naar Jeruzalem. Bertrandon werd onderweg ook ziek, zijn metgezellen lieten hem achter bij een van de gidsen die hem verzorgde. Dit was de eerste gelegenheid waarbij hij in contact kwam met de plaatselijke moslimbevolking en liet zich positief uit over hun gastvrijheid.
Terwijl hij zich herstelde van zijn koorts in Jeruzalem, zou hij het plan bedacht hebben om via landroute terug te keren naar Frankrijk. Maar dit was al van bij het begin zo gepland aan het Bourgondische hof. Hoewel hij zijn tekst voorstelt als een reisverslag van een pelgrimstocht, wijzen de betalingen die hij vooraf en achteraf heeft ontvangen erop dat het in feite om een geheime inlichtingenmissie ging.
Hij reisde verder via Beiroet naar Damascus en ontmoette daar de beroemde Franse koopman Jacques Coeur die aan het begin van zijn carrière stond. Bertrandon beschreef hier de karavanserai van de Turkse Sultan Berkuk, die hij dacht van Franse oorsprong was. In Damascus zag hij de aankomst van een grote karavaan, bestaande uit drieduizend kamelen, die terugkwam uit de pelgrimstocht naar Mekka. In de karavaan reisde ook een Turkse dame mee, volgens La Broquière de echtgenote van Hamza Pasha en een familielid van de Ottomaanse sultan Murad II, met een rijk versierde gevolg in zijden en gouden belegde kleren. Hij beschreef de karavaan als bestaande uit: "Turken, Arabieren, Perzen, Tataren en alle andere sektariërs van de valse profeet Mohammed."
Hij wilde meereizen met de karavaan naar Bursa en kwam in contact met een Turkse koopman, die hem voorstelde met de leider van de karavaan, Koca Barak. Bertrandon zei dat hij zijn broer in Bursa wilde opzoeken en daarvoor wilde meereizen met de karavaan. Koca Barak aanvaardde hem, op voorwaarde dat hij Turkse kledij draagt om geen aandacht te trekken en om het leven van de reizigers niet in gevaar te brengen.
Onderweg in de karavaan nam een mamluk Bertrandon onder zijn bescherming. Hij leerde sommige aspecten van de Turkse cultuur kennen, zo ook enkele woorden in het Turks. Ze passeerden Homs en in Hama verbleef hij bij een Venetiaanse handelaar. Zijn Turkse vrienden van de karavaan vernamen dat hij bij een christen verbleef, en vroegen hem om wijn mee te brengen. Maar de Venetiaan weigerde omdat het gevaarlijk was indien het zou uitkomen. Daarop gingen ze allemaal bij een Griek langs om zich in de kelder te bedrinken. Bertrandon was de eerste die na een tijd opgaf en vroeg om hem niet meer in te schenken; daarop sprak een Turk die naast hem zat hem aan als 'broeder' (kardeş) en ontlastte hem door zijn drinkbeurt over te nemen. Wanneer ze 's nachts terugkeerden naar de karavaan, wachtte Koca Barak hen op aan de ingang; hij wist van waar zij kwamen maar liet hen toch gaan slapen. Daarop waarschuwde Bertrandon zijn lezerspubliek: "indien een van ons later zich voegt in het gezelschap van de Turken, wees gewaarschuwd om met hen te gaan drinken als je niet ladderzat wil eindigen."
Hij reisde verder richting Antakya met vier Turkse handelaars. Ze passeerden langs Aleppo en onderweg toen ze een brug overstaken, redde de mammeluk zijn leven en voorkwam dat hij verdronk. Iets verder in een vallei komen zij een tiental Turks nomadische vrouwelijke krijgers te paard tegen. De Bourgondische ridder was hier onder de indruk dat de Turks nomadische vrouwen even goede ruiters en krijgers waren als de mannen: "Men heeft me verteld dat er dertigduizend vrouwelijke krijgers waren, wat buitengewoon is." De Ottomaanse kronieken noemden deze confederaties van vrouwelijke krijgers als de 'Badzjiyani Rum' (Baciyani Rum) of de 'Zusters van het Romeinse Land'. De Turkse nomadische krijgers, waarover Bertrandon sprak, stonden onder het bevel van de Turkse dynastie van Dulkadir-oglu, die hij verbasterde als Surgadiroly. De dynastie Dulkadir-oglu heerste over de Taurus en over de hoogvlakte van het Eufraat met als hoofdstad Kahramanmaras.

### In Anatolië

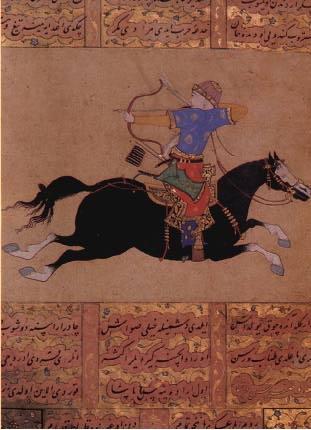
Turkse nomadische stepperuiter en boogschutter.

Toen hij aankwam in de stad Antakya, noemde Bertrandon dit gebied 'Turkomania' of 'Turkije'. In die periode noemden de Turken zelf dit gebied waarin zij leefden geenszins Turkije, maar verwezen ernaar als 'Rum' of het 'Romeins Land'. De benaming Turkije werd toen eerder gebruikt door middeleeuwse Europese cartografen om het gebied dat zich uitstrekte van Anatolië tot in het westen van Iran en Azerbeidzjan aan te duiden. Dit was het voormalige gebied van het Seltsjoekenrijk, dat in de 14e eeuw, na de Mongoolse invallen, was uiteengevallen in een reeks onafhankelijke Turkse staten.
Een van deze Turkse staten was dat van de dynastie van Ramazan-oğlu (zoon van Ramazan), die heerste in Antakya, waar volgens Bertrandon de Turken en Arabieren de meerderheid van de bevolking uitmaakten. Onderweg ontmoette hij een Armeniër die Bertrandon informeerde over de toestand van het land en over Ramazan Bey: "hij was een rijke, machtige en moedige vorst, wiens woede zelfs de mammelukse sultan niet durfde te provoceren. Uiteindelijk werd hij het slachtoffer van een complot tussen de Mamluk sultan en de vorst van de Karamaniden die hem gevangen namen en executeerden."
De Armeniër bracht hem dan bij een kamp van Turkse nomaden, waar ze ayran dronken en Bertrandon beschreef hoe de vrouwen de gozleme maakten. Hij beschreef de Turkse nomaden als volgt: 'De Turkmenen zijn een schone volk; zij hebben geen ander logement dan hun kamp opgesteld in de velden, ze transporteren hun ronde, vilten tenten altijd met zich mee. Ze zijn talrijk en onafhankelijk, ze zijn allen boogschutters en hebben een leider die zij gehoorzamen. Zij verblijven niet altijd op hetzelfde plaats, zij respecteren de regels van het land waar zij hun tenten zetten. Zij leveren zelfs krijgsdiensten aan de vorst van het land waar ze tijdelijk verblijven. Volgens wat mijn Armeense metgezel me vertelde, kunnen de vorsten niet streng optreden tegen hen omdat zij zich niet vestigen in één land.'